# Équipollence (mathématiques)
Pour les articles homonymes, voir Équipollence.
En mathématiques, plus précisément en géométrie affine, l'équipollence est une relation d'équivalence dans un carré cartésien, dotée de certaines propriétés supplémentaires.
Le mot « équipollent » vient du latin aequipollens qui signifie « qui a une valeur égale ».

## Équipollence dans un espace affine euclidien
Dans l'enseignement secondaire, l'équipollence est habituellement présentée dans le cadre de la géométrie plane (sous-entendue euclidienne). En premier lieu, on introduit la notion de vecteur lié ou segment orienté, caractérisé par :
- une longueur ou norme,
- une direction ou support,
- un sens ou orientation,
- et une origine ou point d'application.

En comparant des vecteurs liés entre eux, on constate que certains d'entre eux sont « les mêmes », à l'origine près. On dit alors que deux vecteurs liés sont équipollents s'ils ont la même direction, le même sens et la même longueur.
L'équipollence est ainsi une relation d'équivalence dont les classes peuvent être présentées comme des vecteurs dont l'origine n'est pas fixe : ce sont donc des vecteurs libres, par opposition aux vecteurs liés, dont l'origine est fixe.
La notion de vecteur lié est une notion de géométrie euclidienne, qui n'a de sens que dans un espace affine euclidien. Les vecteurs libres obtenus appartiennent ainsi à un espace vectoriel euclidien.

## Équipollence dans un espace affine quelconque
La notion de vecteur lié se prolonge à un espace affine quelconque, par la notion de bipoint ou couple de points. On retrouve la notion d'équipollence, mais celle-ci doit être redéfinie. Pour cela, revenons un instant aux vecteurs liés. Chaque vecteur lié a deux extrémités : son origine et son extrémité finale. À chaque vecteur lié est ainsi associé un unique bipoint, le couple (origine, extrémité finale). Quand deux vecteurs liés sont équipollents, on peut constater que leurs extrémités forment un parallélogramme. Un parallélogramme peut être défini comme un quadrilatère dont les diagonales se coupent en leur milieu. L'intérêt de cette définition est que la notion de milieu de deux points est purement affine (cas particulier de barycentre). Il est ainsi possible d'écrire dans tout espace affine que :
Deux bipoints sont équipollents si et seulement si les bipoints obtenus par échange de leurs extrémités finales ont même milieu.
Ici, les vecteurs libres (classes d'équipollence) sont de vrais vecteurs, éléments d'un espace vectoriel.

## Équipollence dans un ensemble non vide
- Si vous ne connaissez pas le sujet, laissez ce bandeau (vous pouvez alors contacter les auteurs).
- Si vous supprimez le contenu mis en cause (vous pouvez préalablement contacter les auteurs),

argumentez précisément cette suppression dans la page de discussion
(un manque de référence n'est pas un argument ; une recherche réelle de référence doit avoir été effectuée, être formellement documentée).

### Définition axiomatique
Il est possible de généraliser la définition précédente à un ensemble quelconque non vide, grâce à la définition axiomatique suivante :
Soit E un ensemble non vide. On considère dans E×E une relation d'équivalence notée « ~ », qui vérifie les deux axiomes :
(E1) : Pour tous a, b, c dans E, il existe un unique d dans E tel que (a, b)~(c, d).
(E2) : Pour tous a, b, c, d dans E, (a, b)~(c, d) ⇒ (a, c)~(b, d). 
La relation ~ est alors par définition une équipollence sur E. 

### Premières conséquences
Le couple (E, ~ ) est parfois qualifié d'espace affine généralisé. Ses éléments sont alors appelés points, et les couples de points bipoints. La classe du bipoint (a, b) est un vecteur libre dit vecteur généralisé et noté :
{\displaystyle {\vec {ab}}}.
Les axiomes précédents peuvent alors s'écrire :
(E1) : Pour tous a, b, c dans E, il existe un unique d dans E tel que le vecteur issu de (c, d) soit égal à celui issu de (a, b) :
{\displaystyle \forall \ a\in E,\forall \ b\in E,\forall \ c\in E,\exists !\ d\in E,\ {\vec {ab}}={\vec {cd}}}
(E2) : Pour tous a, b, c, d dans E, si le vecteur issu de (a, b) est égal à celui issu de (c, d), alors les vecteurs issus des bipoints obtenus en échangeant les extrémités finales sont encore égaux entre eux : 
{\displaystyle \forall \ a\in E,\forall \ b\in E,\forall \ c\in E,\forall \ d\in E,\ ({\vec {ab}}={\vec {cd}})\Rightarrow ({\vec {ac}}={\vec {bd}})\ }
Cette dernière formule est parfois appelée formule du croisement des équipollences.

### Addition des vecteurs généralisés
Désignons par G l'ensemble des vecteurs généralisés de E. Pour définir la somme de deux vecteurs nous aurons besoin des lemmes suivants : 
Lemme 1 — Une classe d'équivalence n'est jamais vide.
Lemme 2 — Pour tous a, b, c, p, q, r dans E, si (a, b)~(p, q) et (b, c)~(q, r), alors (a, c)~(p, r).
Le lemme 2 peut encore s'écrire :
{\displaystyle \forall \ a\in E,\forall \ b\in E,\forall \ c\in E,\forall \ p\in E,\forall \ q\in E,\forall \ r\in E,\ [({\vec {ab}}={\vec {pq}})et({\vec {bc}}={\vec {qr}})]\Rightarrow ({\vec {ac}}={\vec {pr}})\ }
Soient à présent deux vecteurs généralisés quelconques, {\displaystyle {\vec {u}}} et {\displaystyle {\vec {v}}}. Ce sont par définition des classes d'équivalence; d'après le lemme 1, il existe donc quatre points a, b, p et q tels que :
{\displaystyle {\vec {u}}={\vec {ab}}\ \ _{et}\ \ {\vec {v}}={\vec {pq}}\ }
D'après (E1), il existe donc un et un seul c tel que :
{\displaystyle {\vec {bc}}={\vec {pq}}={\vec {v}}\ }.
Il est alors tentant de poser par définition que :
{\displaystyle {\vec {u}}+{\vec {v}}={\vec {ab}}+{\vec {bc}}={\vec {ac}}}.
Mais cela n'a de sens que si l'addition ainsi définie est compatible avec la relation d'équipollence dont sont issus les vecteurs généralisés, c'est-à-dire si le vecteur issu du bipoint (a, c) ne dépend ni de a, ni de c, mais seulement des vecteurs {\displaystyle {\vec {u}}} et {\displaystyle {\vec {v}}}. 
Preuve. : supposons qu'il existe un autre bipoint (a' , b' ) tel que :
{\displaystyle {\vec {a'b'}}={\vec {u}}={\vec {ab}}\ }
Alors, d'après (E1), il existe un et un seul c'  tel que :
{\displaystyle {\vec {b'c'}}={\vec {v}}={\vec {bc}}\ }
On en déduit, d'après le lemme 2, que :
{\displaystyle {\vec {a'c'}}={\vec {ac}}\ }
d'où CQFD.
Il est ensuite aisé de vérifier que l'ensemble G des vecteurs généralisés de E muni de l'addition ainsi définie est un groupe abélien.